# Färöischer Fußballpokal der Frauen 1990
Der Färöische Fußballpokal der Frauen 1990 fand zwischen dem 7. April und 23. August 1990 statt und wurde zum ersten Mal ausgespielt. In der Wiederholung des Endspiels, welches jeweils im Gundadalur-Stadion in Tórshavn auf Kunstrasen ausgetragen wurde, siegte HB Tórshavn mit 3:1 nach Verlängerung gegen Skála ÍF.
HB Tórshavn und Skála ÍF belegten in der Meisterschaft die Plätze zwei und eins.

## Teilnehmer
Teilnahmeberechtigt waren folgende 13 A-Mannschaften der ersten und zweiten Liga:
| 1. Deild                                                                               | 2. Deild                                              |
| B36 Tórshavn EB Eiði GÍ Gøta HB Tórshavn ÍF Fuglafjørður KÍ Klaksvík Skála ÍF VB Vágur | AB Argir ÍF Streymur MB Miðvágur NSÍ Runavík SÍ Sumba |

## Modus
Drei ausgeloste Mannschaften waren für das Viertelfinale gesetzt. Die verbliebenen Teams spielten in einer Runde die restlichen fünf Teilnehmer aus. Alle Runden wurden im K.-o.-System ausgetragen.

## 1. Runde
Die Partien der 1. Runde fanden am 7. April statt.
|             | Ergebnis  |              |
| ----------- | --------- | ------------ |
| HB Tórshavn | 1 w/o 1   | AB Argir     |
| ÍF Streymur | 2 w/o 2   | GÍ Gøta      |
| NSÍ Runavík | 3 w/o 3   | B36 Tórshavn |
| MB Miðvágur | 4 w/o 4   | EB Eiði      |
| VB Vágur    | 3:2 (0:2) | KÍ Klaksvík  |

## Viertelfinale
Die Viertelfinalpartien fanden am 14. April statt.
|                 | Ergebnis  |              |
| --------------- | --------- | ------------ |
| GÍ Gøta         | 0:2 (?:?) | Skála ÍF     |
| HB Tórshavn     | 1:0 (?:?) | B36 Tórshavn |
| ÍF Fuglafjørður | 1 w/o 1   | SÍ Sumba     |
| VB Vágur        | 2 w/o 2   | EB Eiði      |

## Halbfinale
Die Halbfinalpartien fanden am 21. April statt.
|          | Ergebnis  |                 |
| -------- | --------- | --------------- |
| Skála ÍF | 1:0 (?:?) | ÍF Fuglafjørður |
| VB Vágur | 0:2 (?:?) | HB Tórshavn     |

## Finale

### 1. Spiel
| Paarung        | HB Tórshavn – Skála ÍF |
| Ergebnis       | 2:2 (0:1) |
| Datum          | 5. August 1990 |
| Stadion        | Gundadalur, Tórshavn |
| Zuschauer      | 200 |
| Schiedsrichter | Baldvin Baldvinsson (Tórshavn) |
| Tore           | 0:1 Borglis Fagradal 1:1 Kára á Dunga (50.) 2:1 Sólvá Eystberg (65.) 2:2 Katrin Petersen |
| HB Tórshavn    | Inga Dahl – Elin J. Jakobsen, Durita Ellefsen, Rannvá Dam, Kára á Dunga, Beinta Thomassen, Barbara Jakobsen, Anja Husgaard, Gunrid Hansen , Sólvá Eystberg, Birita Ellefsen Cheftrainer: Jóannes Jakobsen           |
| Skála ÍF       | Paula Jacobsen – Bjørg Mikkelsen, Sóley Mikkelsen , Tóra Joensen, Marjun Mikkelsen, Alma Joensen, Sólvá Hansen, Tórhild Hansen, Eyðleyg Mikkelsen, Borglis Fagradal, Ingun Hansen Cheftrainer: Hans Jákup Andreasen |

### Wiederholungsspiel
| Paarung        | HB Tórshavn – Skála ÍF |
| Ergebnis       | 3:1 n. V. (1:1, 1:0) |
| Datum          | 23. August 1990 |
| Stadion        | Gundadalur, Tórshavn |
| Zuschauer      | 200 |
| Schiedsrichter | Magnus Fuglø (Tórshavn) |
| Tore           | 1:0 Helga Ellingsgaard 1:1 Ingun Hansen (88) 2:1 Marjun Mikkelsen (Eigentor; 92.) 3:1 Kára á Dunga (117.) |
| HB Tórshavn    | Inga Dahl – Elin J. Jakobsen, Sólvá Eystberg, Durita Ellefsen, Eyðvør úr Dímun, Guðrið í Stórustovu, Rannvá Dam, Kára á Dunga, Gunrid Hansen , Helga Ellingsgaard, Birita Ellefsen Cheftrainer: Jóannes Jakobsen    |
| Skála ÍF       | Paula Jacobsen – Bjørg Mikkelsen, Tóra Joensen, Marjun Mikkelsen, Marjun Johansen, Alma Joensen, Sólvá Hansen, Palma Petersen, Eyðleyg Mikkelsen , Borglis Fagradal, Ingun Hansen Cheftrainer: Hans Jákup Andreasen |
| Besonderheiten | Oda Andreasen wurde auf Seiten von HB Tórshavn sowie Katrin Petersen und Tórunn Weihe auf Seiten von Skála ÍF eingewechselt, die Auswechselspielerinnen sind unbekannt.                                             |